# Segona Guerra Il·lírica
Es coneix com a Segona Guerra Il·lírica al conflicte que va dur a terme la República Romana a Il·líria (220 aC - 219 aC).
El 219 aC, la República de Roma estava en guerra amb els celtes de la Gàl·lia Cisalpina, i la Segona Guerra Púnica contra Cartago tot just començava. Demetri de Faros, que havia accedit al poder després de la Primera Guerra Il·lírica, va aprofitar totes aquestes distraccions per construir una nova flota il·lírica sense ser advertit. Liderant una flota de 90 vaixells, Demetri de Faros va sortir cap al sud de Lissus, violant el tractat amb Roma i iniciant la guerra.